# Album Mariani

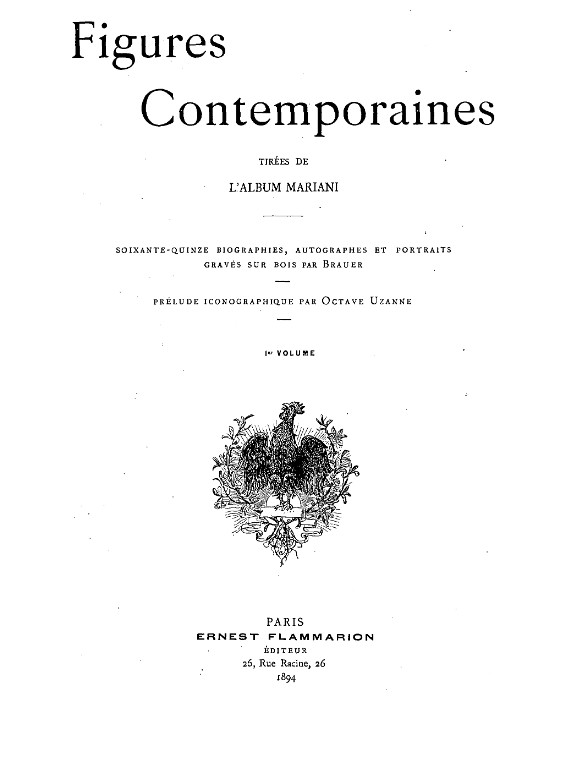
Page de titre du premier volume, 1894, éditions Flammarion.

L’Album Mariani, Figures contemporaines est une publication, sur l'initiative d'Angelo Mariani, inventeur du vin du même nom, de biographies illustrées des personnages célèbres contemporains des années 1894 à 1925. Quatorze volumes sont édités, contenant plus de 1 000 notices.

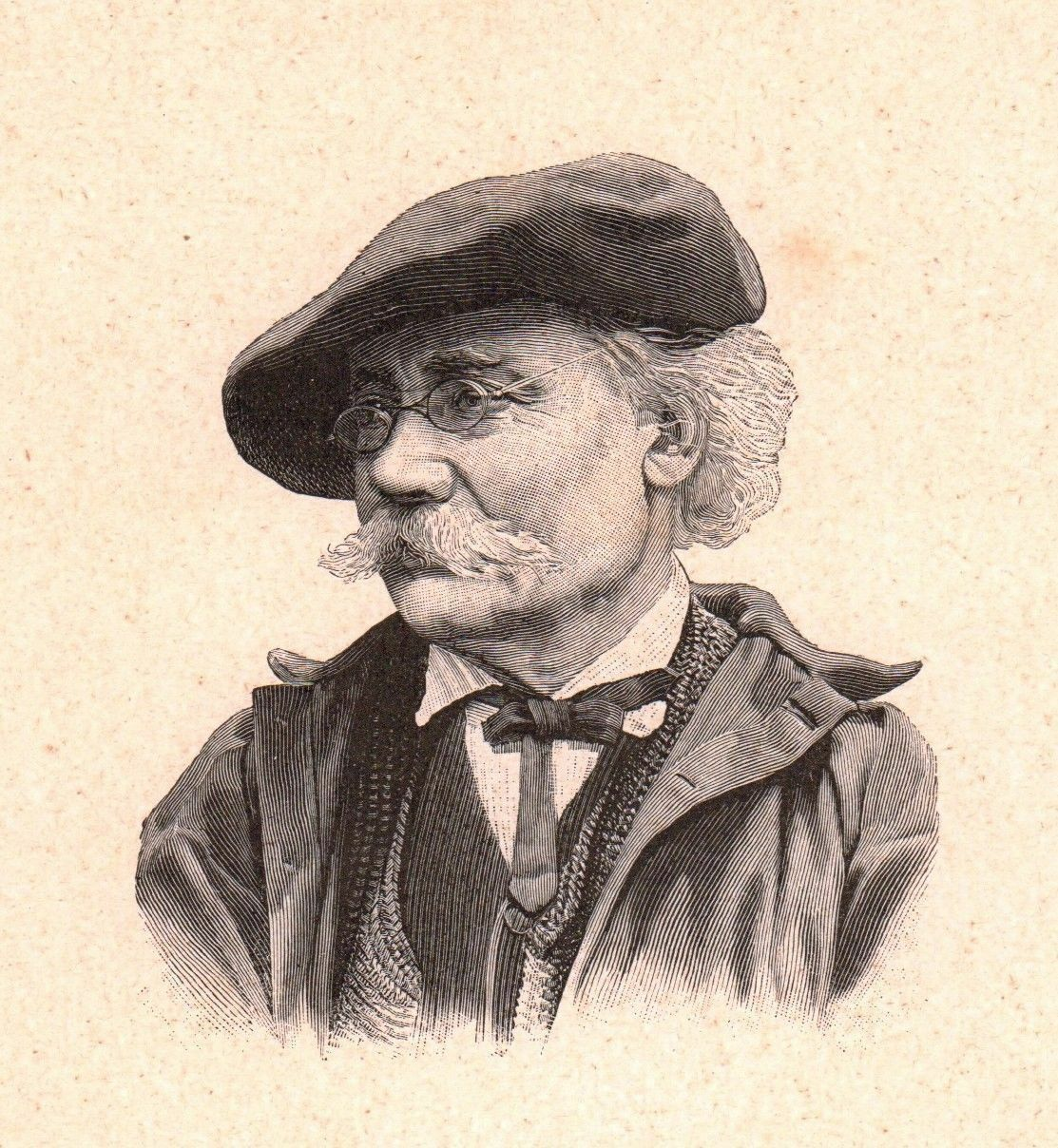
Portrait de Jules Baric pour le sixième volume (1901)

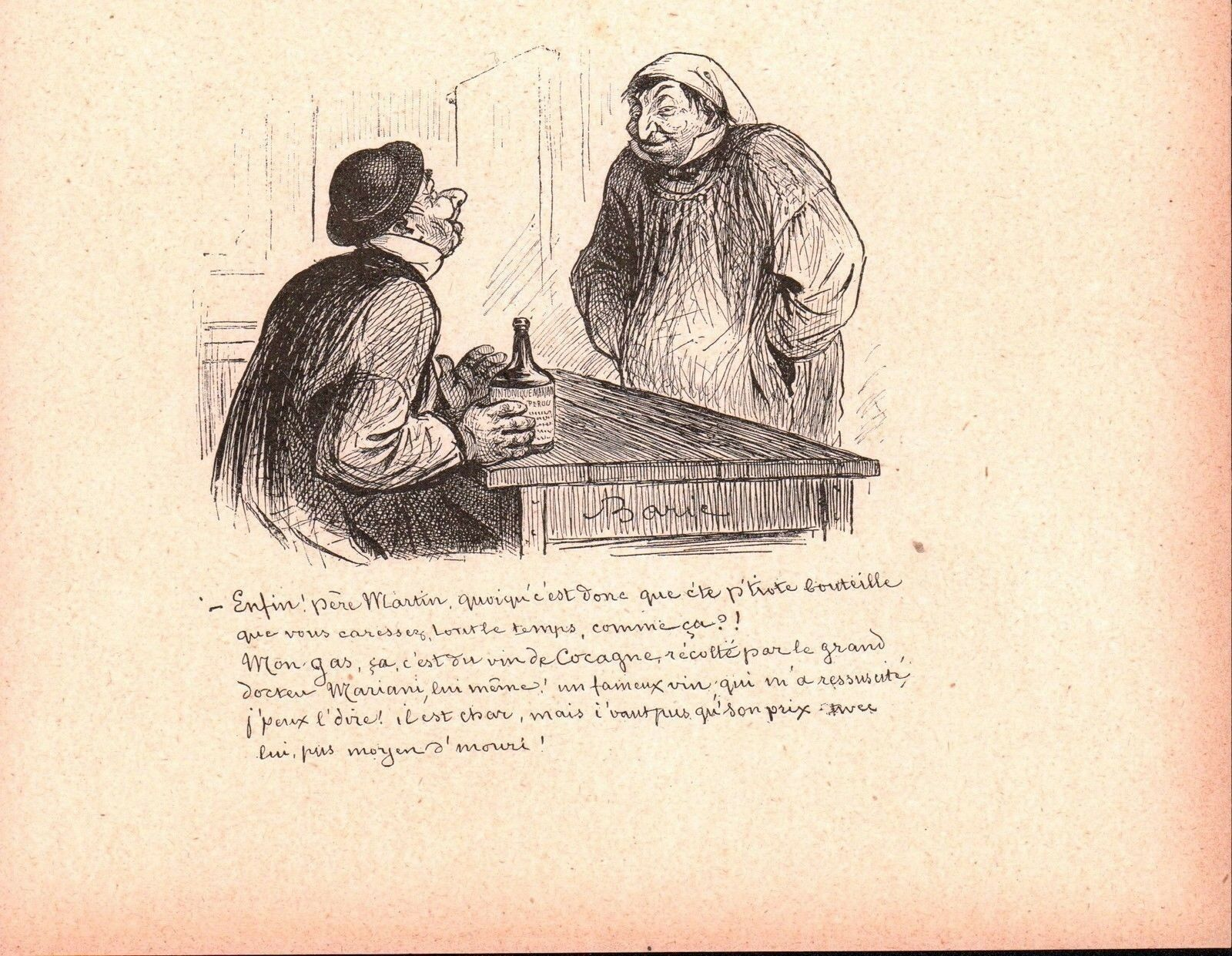
Dessin de Baric et dédicace :
— Enfin père Martin quoi qu'c'est donc c'te p'tiote bouteille que vous carressez tout le temps comme ca ?
— Mon gas, ça c'est du vin de Cocagne, récolté par le grand docteur Mariani lui-même ! Un fameux vin qui m'a ressucité, j'peux l'dire ! Il est char mais i' vaut pus qu'son prix : avec lui pus moyen d'mourir !

## Présentation
Angelo Mariani, inventeur du vin Mariani, un stimulant alcoolisé à base de vin de Bordeaux et de feuilles de coca qui remporte un énorme succès commercial à la fin du XIXe siècle en France et dans le monde, a l'idée de publier des petites notices biographiques sur trois pages, accompagnées d'un portrait gravé sur les célébrités contemporaines à qui il demande pour l'occasion une dédicace autographe vantant son cordial, après leur avoir expédié des flacons. Aidé par un parent influent, Xavier Paoli, il réalise ainsi à bon compte un florilège de messages publicitaires qui prennent la forme d'un bottin mondain. Il publie, de 1894 à 1925, quatorze volumes, chacun comportant 75 à 78 notices et une vingtaine de pages supplémentaires exposant l'histoire, les bienfaits et la gamme des vins Mariani qu'il distribue.
Le premier volume, vendu 6 francs, est publié par les éditions Ernest Flammarion, puis les suivants par Henri Floury. Des tirages luxe et grand luxe sont aussi proposés. Les gravures sont exécutées, le plus souvent d'après photographie, par différents artistes comme Henri Othon Brauer, Evert van Muyden, Adolphe Lalauze, Désiré Quesnel, Alfred Prunaire… Les monographies sont principalement rédigées par Octave Uzanne et Joseph Uzanne, assistés entre autres d'Armand Silvestre, Jules Claretie, Oscar Roty, Maurice Bouchor… Ces volumes constituent ainsi une importante base biographique et iconographique sur des personnalités connues ou aujourd'hui oubliées de cette époque.

## Consultation en ligne
La quasi-totalité des quatorze volumes de l'Album Mariani est consultable en ligne sur le site Gallica de la Bibliothèque nationale de France. 
Le onzième volume (1908) donne un classement dans les catégories suivantes des figures contemporaines dont la biographie est déjà parue : 
- Aristocrates et chefs d'État (papes, monarques, présidents, princes héritiers)[8]
- Ministres (ministres - en 1908 - et anciens ministres, directeurs de cabinet et secrétaires généraux de la présidence)[9]
- Corps diplomatique (nonces apostoliques, ambassadeurs, ministres plénipotentiaires)[10]
- Clergé (papes, cardinaux, archevêques, évêques, pères dominicains, etc., grand rabin de France)[11]
- Magistrature (présidents, conseillers, procureurs, avocats)[12]
- Armée (généraux, colonels, commandants, amiraux)[13]
- Académie française (membres de l'Académie française)[14]
- Institut de France (membres des autres Académies : Sciences, Inscriptions et Belles-Lettres, Sciences morales et politiques, Beaux-Arts)[15]
- Académie et facultés de médecine (médecins, chirurgiens, spécialistes, professeurs, agrégés, médecins militaires et de marine)[16]
- Hommes politiques (sénateurs, députés, préfet de la Seine, maire de Paris)[17]
- Littérateurs (écrivains, dramaturges, historiens, journalistes)[18]
- Artistes peintres[19]
- Sculpteurs (sculpteurs et graveurs en médailles)[20]
- Graveurs (graveurs à l'eau forte et au burin)[21]
- Compositeurs de musique (compositeurs et chefs d'orchestre)[22]
- Théâtre (artistes lyriques et dramatiques)[23]
- Divers (diverses personnalités non classées ailleurs)[24]

Le douzième volume (1911) donne une liste alphabétique des biographies parues jusque là.
Les treizième et quatorzième volumes sont répertoriés par la Bibliothèque nationale de France et consultables sur place mais ne sont pas mis en ligne sur Gallica. Le Figaro publie des extraits du treizième volume dans son supplément illustré du 31 octobre 1910, du quatorzième volume dans le numéro du 6 février 1921 et des volumes en préparation - vraisemblablement non parus en tout état de cause non répertoriés par la BnF - dans celui du 16 novembre 1921, sept ans après la mort d'Angelo Mariani. 
Une « liste générale par ordre alphabétique des personnalités parues dans les dix [sic - si tel est réellement le cas elle est moins complète que la liste publiée dans le douzième] volumes de figures contemporaines de l'Album Mariani » est publiée en 1925.

## Portraits

Quelques portraits de l'Album Mariani
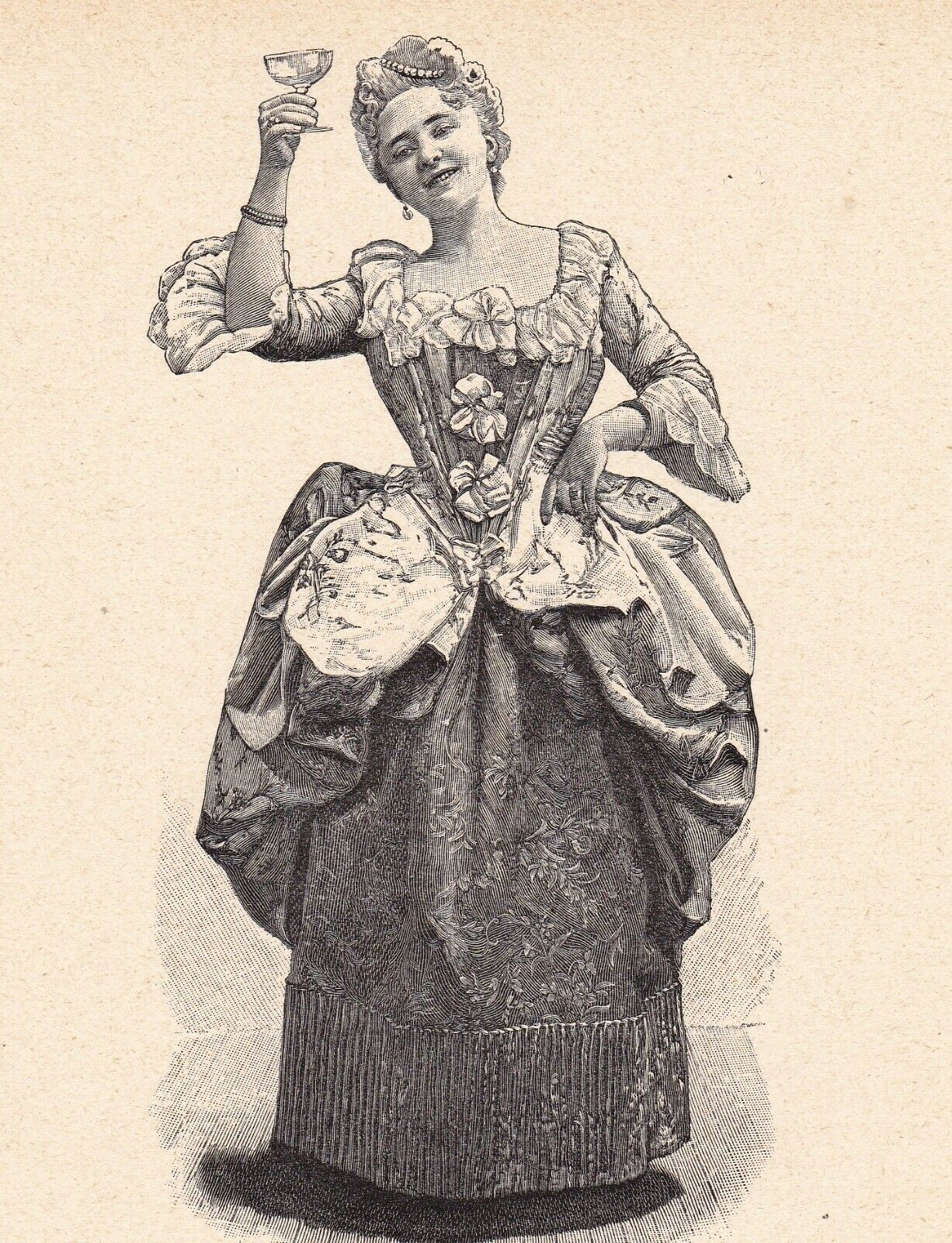
Rose Delaunay, artiste lyrique, vol I, 1894
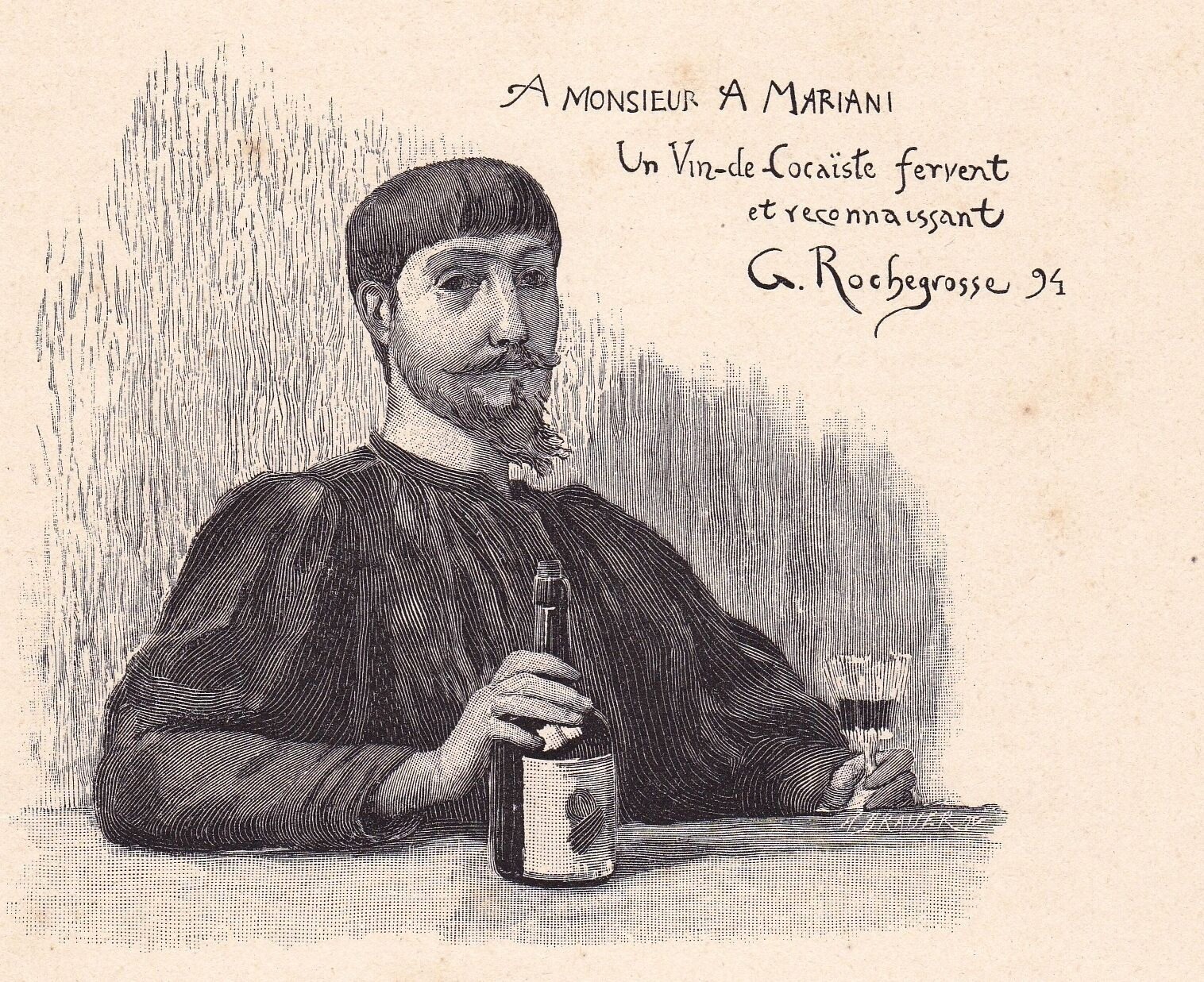
Georges-Antoine Rochegrosse, artiste peintre, vol II, 1896
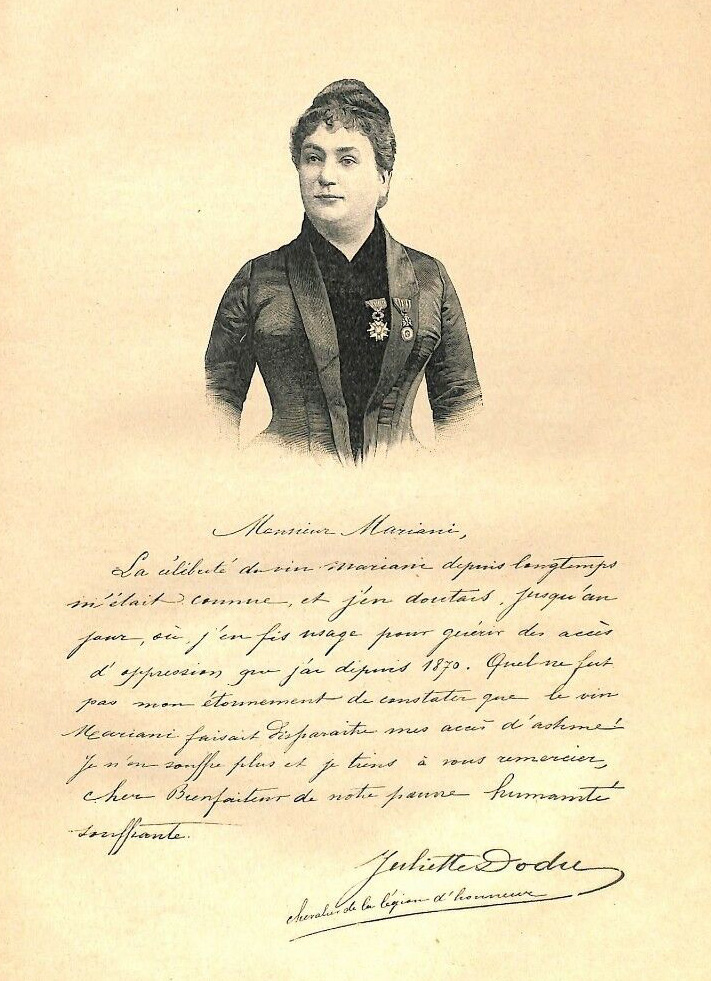
Juliette Dodu, espionne, vol III, 1897
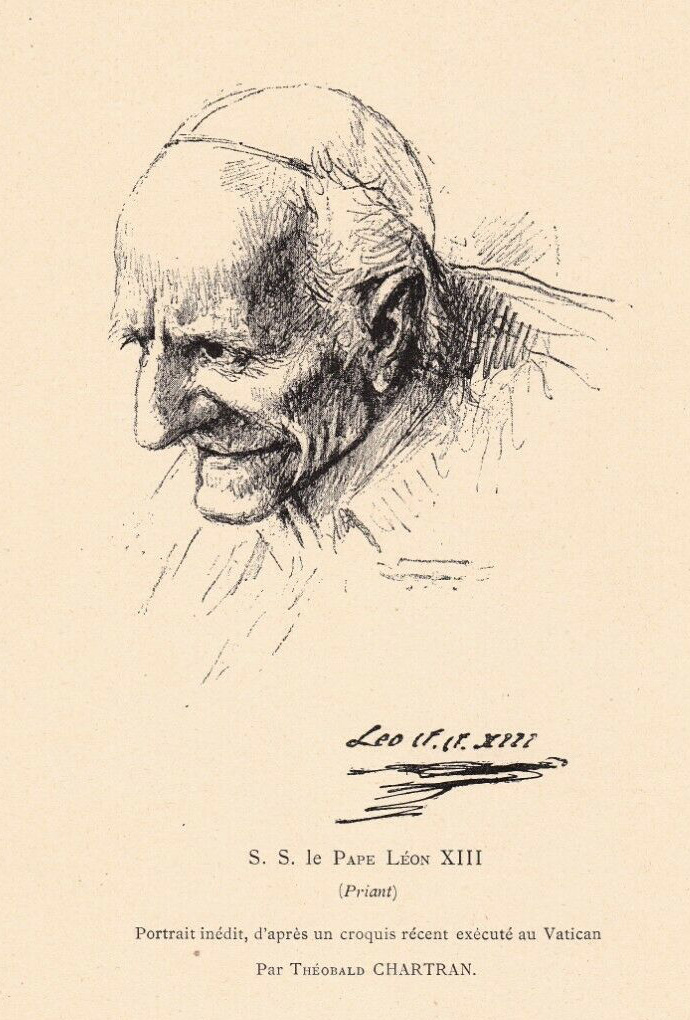
Léon XIII, souverain pontife, vol IV, 1899
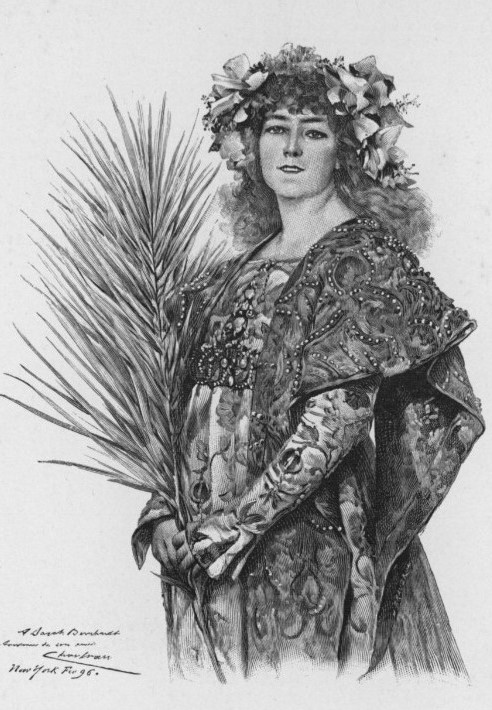
Sarah Bernhardt, artiste dramatique, vol V, 1900
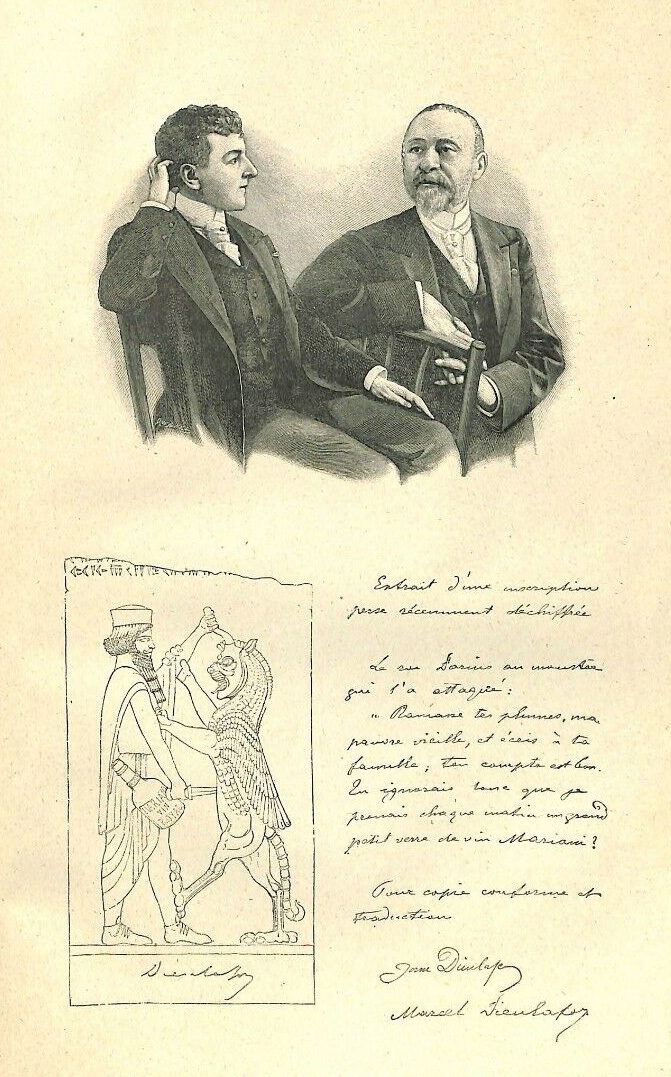
Jane et Marcel Dieulafoy, archéologues, vol VI, 1901
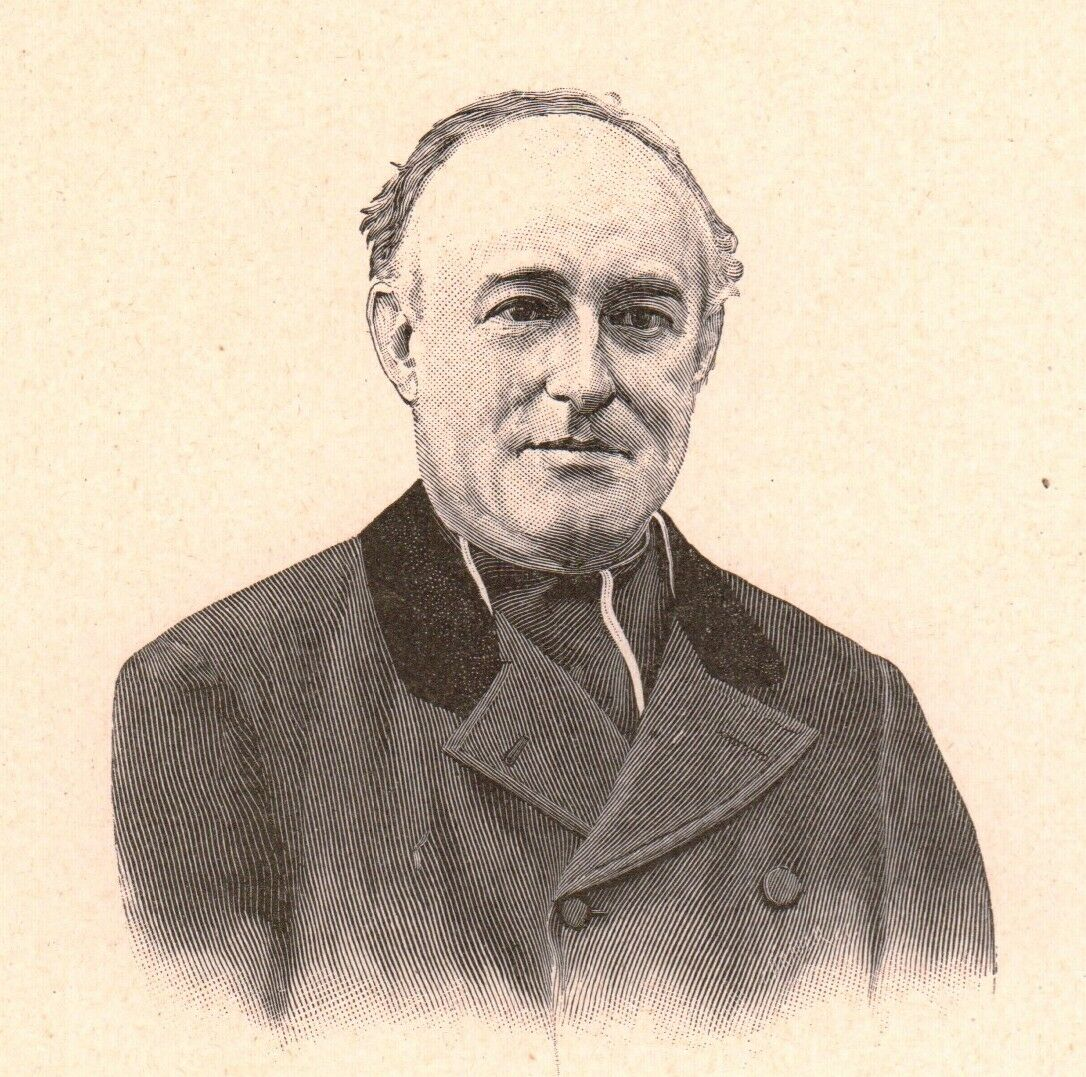
Louis Duchesne, membre de l'Institut, vol VII, 1902
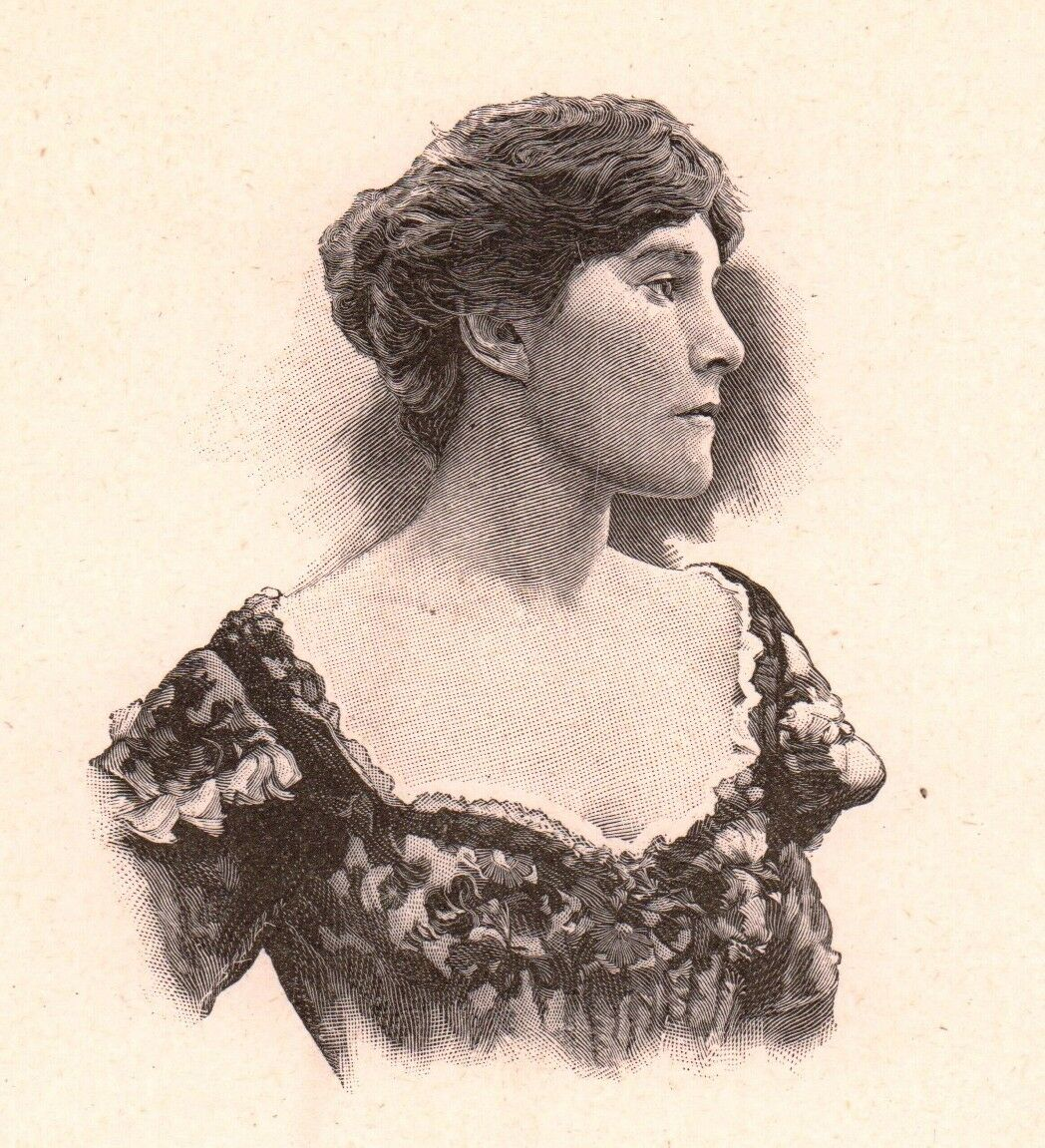
Suzanne Desprès, artiste dramatique, vol VIII, 1903
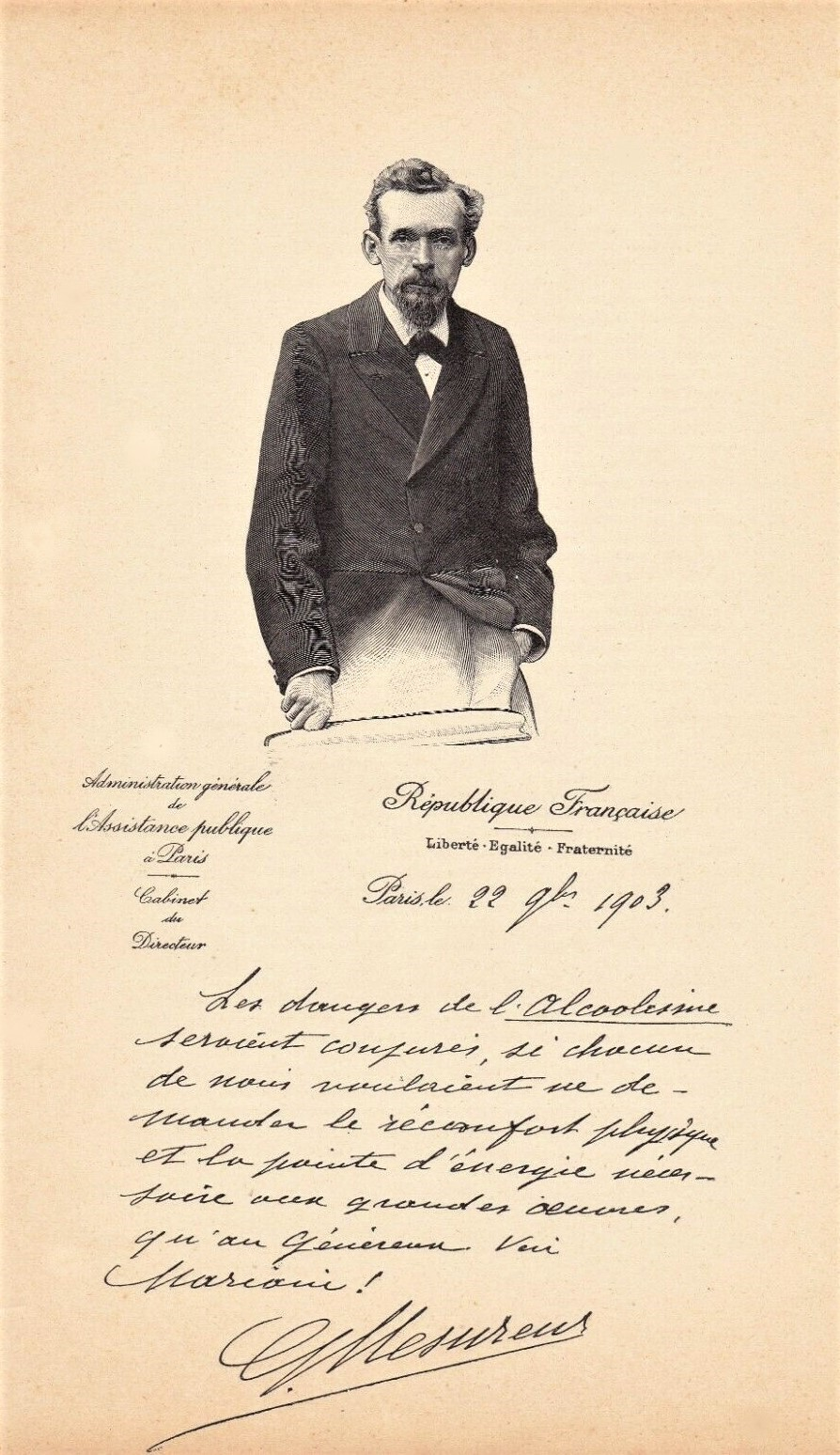
Gustave Mesureur, homme politique, vol IX, 1904
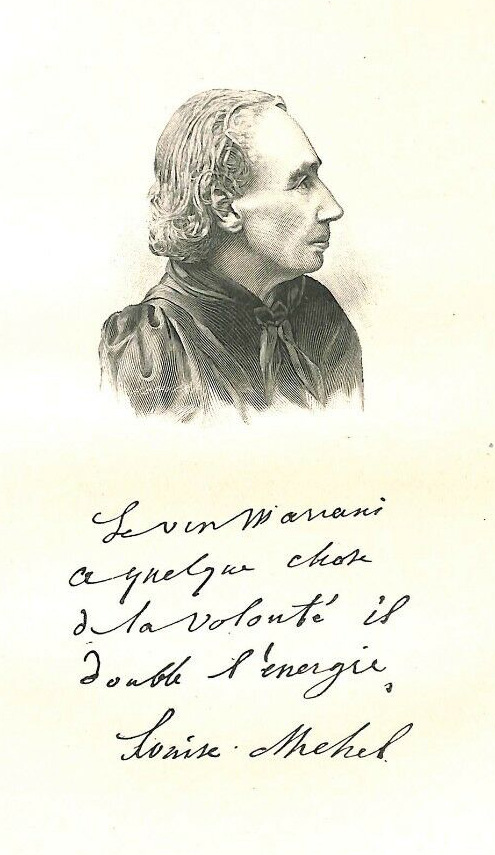
Louise Michel, militante anarchiste, vol X, 1906
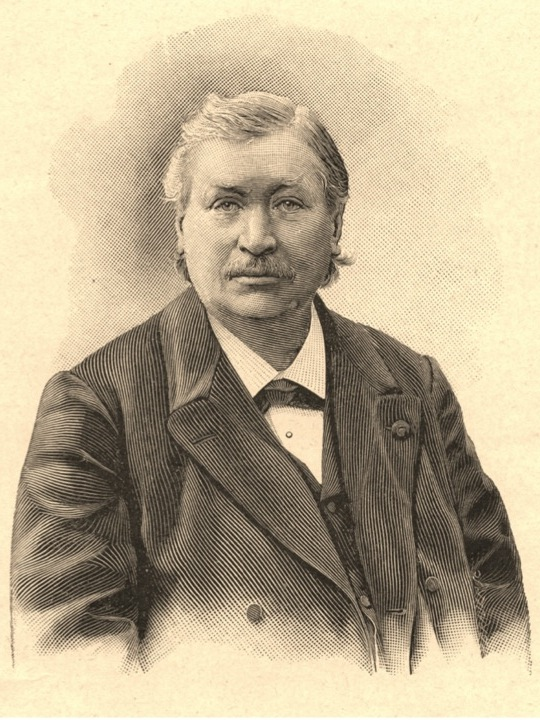
Nestor Gréhant, physiologiste, vol XI, 1908
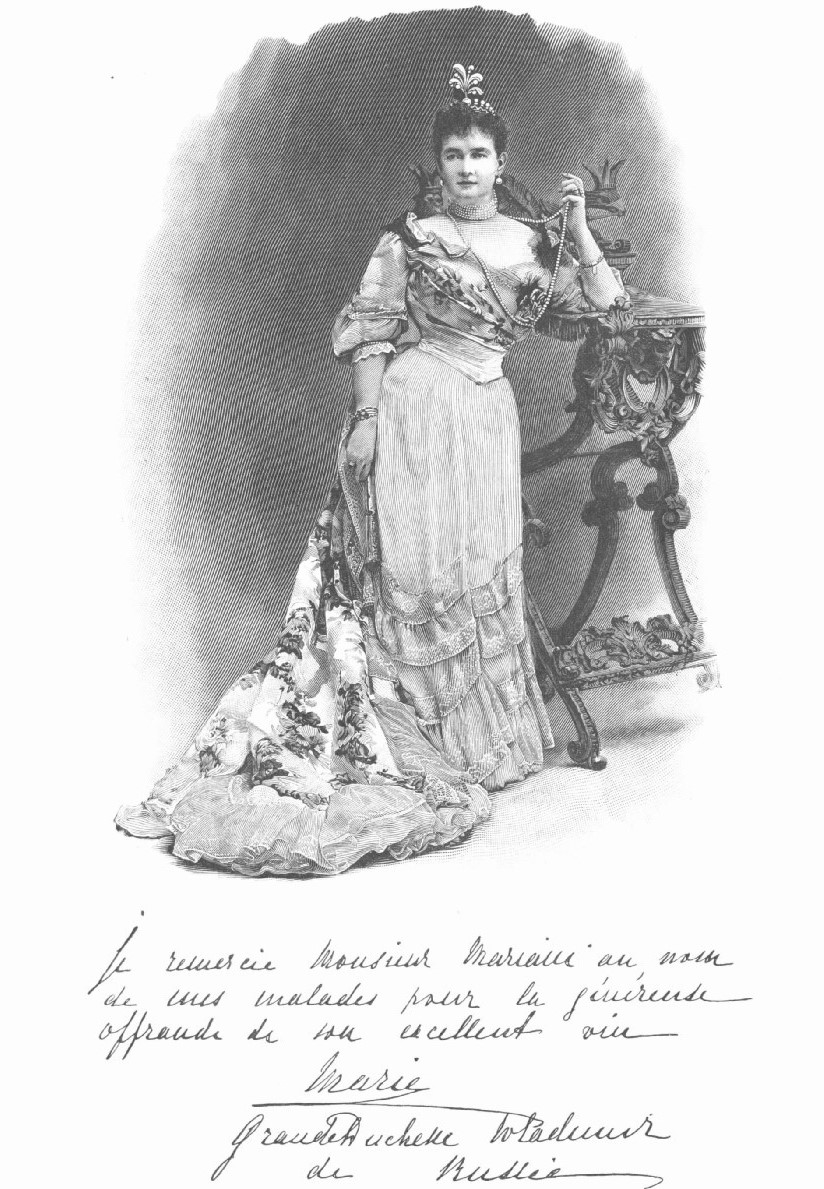
Marie de Mecklembourg-Schwerin, grande-duchesse de Russie, vol XII, 1911